# Galleria di Seelisberg

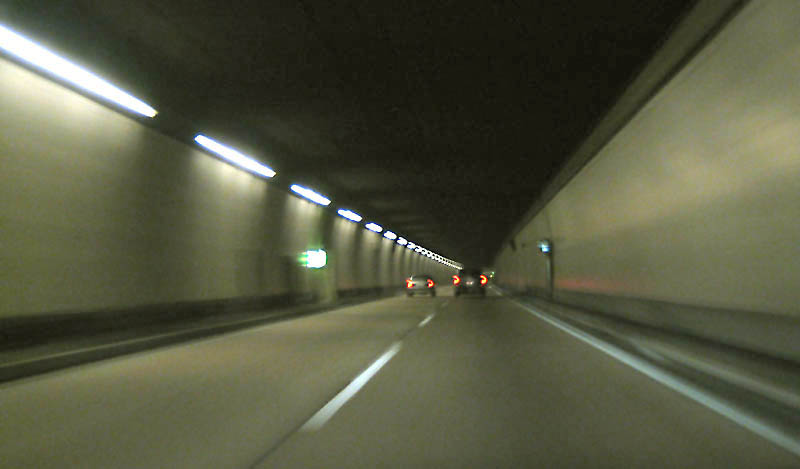

La galleria di Seelisberg fa parte dell'autostrada A2 tra Basilea e Chiasso e collega i cantoni di Nidvaldo e Uri. Rappresenta quindi una delle opere più importanti dell'asse di transito nord-sud attraverso la Svizzera.
Con i suoi 9,280 km è la seconda galleria stradale per lunghezza in Svizzera dopo la galleria stradale del San Gottardo, e la più lunga galleria svizzera a due canne. Il portale nord è situato sopra il lago dei Quattro Cantoni presso Beckenried (NW), mentre il portale sud si trova nei pressi di Flüelen (UR) sulla sponda ovest dello stesso lago.
Il nome della galleria non ha origine dal nome di una montagna, come spesso succede, bensì dal comune di Seelisberg, che prima della costruzione della galleria rappresentava il punto finale della strada di aggiramento del lago dei Quattro Cantoni sulla sponda sinistra. La montagna attraversata dalla galleria di Seelisberg è l'Oberbauenstock, che ha un'altezza di 2117 m.

## Caratteristiche
È una galleria formata da due canne a traffico unidirezionale, e la velocità massima consentita è di 100 km/h. La pavimentazione è in calcestruzzo, a differenza della maggior parte delle gallerie in Svizzera che sono provviste di una pavimentazione in asfalto.
Ogni 300 metri circa è presente un collegamento tra le due gallerie, che serve da via di fuga in caso di incidente.
Malgrado la sua lunghezza e monotonia, finora non si sono verificati grossi incidenti. La metà dei pochi incidenti mortali sono avvenuti in regime di traffico bidirezionale a causa della chiusura dell'altro tubo per lavori di manutenzione.